# Rüştü Reçber
Rüştü Reçber (Adalia, 10 maggio 1973) è un ex calciatore turco, di ruolo portiere.
È stato il portiere della squadra dell'anno UEFA nel 2002. Nel 2003 la FIFA l'ha premiato col titolo di miglior portiere del mondo. Nel 2004 è stato inserito nella FIFA 100, una lista dei 125 più grandi giocatori viventi, selezionata da Pelé e dalla FIFA in occasione delle celebrazioni del centenario della federazione.
Spesso si apponeva un segno di tintura nera sotto entrambi gli occhi, per evitare il riverbero della luce dei riflettori.

## Caratteristiche tecniche
Rüştü era un portiere dotato di eccellenti riflessi e senso della posizione, oltre che di carisma e personalità.

## Carriera

### Club

#### Gli inizi: Antalyaspor e Fenerbahçe
Inizia la propria carriera nel 1991 nella squadra turca dell'Antalyaspor dove viene notato dall'allenatore Fatih Terim, che raccomanda Rüştü alle tre maggiori squadre turche: al Galatasaray, al Fenerbahçe e al Beşiktaş. Quest'ultima nel 1993 stipula un contratto con il giocatore; poco tempo dopo, tuttavia, Rüştü rimane coinvolto in un serio incidente automobilistico che causa la rescissione del suo contratto.
A seguito della rescissione, viene acquistato dal Fenerbahçe, che lo lascia per una stagione in prestito all'Antalyaspor. Nel 1994 passa definitivamente alla formazione di Istanbul, dove rimpiazza Engin İpekoğlu come portiere titolare; rimane sul Bosforo per nove stagioni consecutive nelle quali vince per due volte il campionato di calcio turco, nel 1996 e nel 2001.
Nel 2003, dopo essersi messo in evidenza nei Mondiali nippocoreani e in scadenza di contratto, si accorda per il passaggio all'Arsenal; il trasferimento tuttavia sfuma a causa di un diverbio con Arsène Wenger sullo stato di salute del portiere stesso. Rüştü viene quindi ingaggiato dal Barcellona, come primo acquisto del neoeletto presidente Joan Laporta.

#### L'esperienza al Barcellona
L'esperienza al Barcellona si rivela poco fortunata. Rüştü si alterna per tutto il precampionato con Víctor Valdés, e nel corso della stagione diventa stabilmente riserva del portiere spagnolo, a causa di difficoltà di comunicazione legate all'apprendimento della lingua, e per il limite di tre giocatori extracomunitari schierabili in campo. Esordisce nella Liga il 12 dicembre 2003, nel derby contro l'Espanyol, e totalizza 4 presenze in campionato e 3 in Coppa UEFA; a causa dello scarso utilizzo, chiede di essere ceduto per non perdere il posto in Nazionale.

#### Il ritorno in patria: Fenerbahçe e Beşiktaş
Nel 2004 Rüştü ritorna al Fenerbahçe, inizialmente con la formula del prestito; l'accordo viene rinnovato nel 2005 e dal 2006 si trasferisce a titolo definitivo, dopo la scadenza del contratto con il Barcellona. Pur entrando in concorrenza con Volkan Demirel, a causa di un grave infortunio nella stagione 2006-2007, vince altri due titoli nazionali e supera le 280 presenze col club. In seguito a contrasti con la dirigenza a proposito del suo eventuale ruolo nella società dopo il ritiro, nel 2007 si svincola e viene ingaggiato dal Beşiktaş. Nel 2009 conquista il suo quinto campionato turco e la Coppa di Turchia; due anni più tardi vince nuovamente la Coppa, disputando la finale contro l'Istanbul, vinta ai calci di rigore dal club bianconero. Alla fine della stagione 2011-2012 decide di ritirarsi, a 39 anni.

### Nazionale
Esordisce nella Nazionale di calcio della Turchia nel 1994, nella partita contro l'Islanda. Come nel Fenerbahçe, anche in Nazionale diventa titolare sostituendo il più anziano İpekoğlu, e partecipa agli Europei del 1996 e del 2000, e al campionato del mondo 2002. In quest'ultima manifestazione, con la Turchia ottiene il terzo posto finale, risultando uno dei migliori portieri della manifestazione.
Negli anni successivi la nazionale turca non si ripete ad alti livelli, e Rüştü lascia progressivamente il posto al collega Volkan, già suo erede nel Fenerbahçe, dopo aver subito un grave infortunio nel 2006 in amichevole contro l'Italia. Partecipa comunque al Campionato europeo di calcio 2008, convocato come riserva; a causa della squalifica di Volkan gioca da titolare il quarto di finale contro la Croazia, vinto ai calci di rigore e la semifinale contro la Germania, nella quale commette l'errore che favorisce il gol di Miroslav Klose.
Lascia la Nazionale nell'ottobre 2009, nella partita di qualificazione ai campionato del mondo 2010, entrando in campo nel finale della partita contro l'Armenia; tuttavia, nel maggio 2012, colleziona un'ulteriore presenza nella partita contro la Finlandia. Con 120 apparizioni è il giocatore con il maggior numero di presenze nella Nazionale turca, davanti ad Hakan Şükür con 112.

## Statistiche

### Presenze e reti nei club
Statistiche aggiornate al 29 aprile 2012.
| Stagione           | Squadra            | Campionato         | Campionato | Campionato | Coppe nazionali | Coppe nazionali | Coppe nazionali | Coppe continentali | Coppe continentali | Coppe continentali | Altre coppe | Altre coppe | Altre coppe | Totale | Totale |
| Stagione           | Squadra            | Comp               | Pres       | Reti       | Comp            | Pres            | Reti            | Comp               | Pres               | Reti               | Comp        | Pres        | Reti        | Pres   | Reti   |
| ------------------ | ------------------ | ------------------ | ---------- | ---------- | --------------- | --------------- | --------------- | ------------------ | ------------------ | ------------------ | ----------- | ----------- | ----------- | ------ | ------ |
| 1991-1992          | Antalyaspor        | 2L                 | 1          | -?         | TK              | 0               | 0               | -                  | -                  | -                  | -           | -           | -           | 1+     | -?     |
| 1992-1993          | Antalyaspor        | 2L                 | 1          | -?         | TK              | 0               | 0               | -                  | -                  | -                  | -           | -           | -           | 1+     | -?     |
| 1993-1994          | Antalyaspor        | 2L                 | 33         | -?         | TK              | 0               | 0               | -                  | -                  | -                  | -           | -           | -           | 33+    | -?     |
| Totale Antalyaspor | Totale Antalyaspor | Totale Antalyaspor | 35         | -?         |                 | 0               | 0               |                    | -                  | -                  |             | -           | -           | 35+    | -?     |
| 1994-1995          | Fenerbahçe         | SL                 | 9          | -6         | TK              | 1               | 0               | CU                 | 0                  | 0                  | -           | -           | -           | 10     | -6     |
| 1995-1996          | Fenerbahçe         | SL                 | 29         | -10        | TK              | 6               | -6              | CU                 | 4                  | -4                 | ST          | 1           | -3          | 40     | -23    |
| 1996-1997          | Fenerbahçe         | SL                 | 27         | -20        | TK              | 1               | 0               | UCL                | 8                  | -7                 | -           | -           | -           | 36     | -27    |
| 1997-1998          | Fenerbahçe         | SL                 | 33         | -25        | TK              | 0               | 0               | CU                 | 2                  | -2                 | -           | -           | -           | 35     | -27    |
| 1998-1999          | Fenerbahçe         | SL                 | 30         | -23        | TK              | 0               | 0               | CU                 | 4                  | -5                 | -           | -           | -           | 34     | -28    |
| 1999-2000          | Fenerbahçe         | SL                 | 25         | -31        | TK              | 1               | -2              | CU                 | 2                  | -2                 | -           | -           | -           | 28     | -35    |
| 2000-2001          | Fenerbahçe         | SL                 | 33         | -37        | TK              | 5               | -8              | -                  | -                  | -                  | -           | -           | -           | 38     | -45    |
| 2001-2002          | Fenerbahçe         | SL                 | 30         | -30        | TK              | 1               | 0               | UCL                | 8                  | -13                | -           | -           | -           | 39     | -43    |
| 2002-2003          | Fenerbahçe         | SL                 | 24         | -30        | TK              | 0               | 0               | UCL+CU             | 2+4                | -3 + -9            | -           | -           | -           | 30     | -42    |
| 2003-2004          | Barcelona          | PD                 | 4          | -6         | CR              | 0               | 0               | CU                 | 3                  | 0                  | -           | -           | -           | 7      | -6     |
| 2004-2005          | Fenerbahçe         | SL                 | 29         | -17        | TK              | 4               | -8              | UCL+CU             | 6+2                | -13 + -3           | -           | -           | -           | 41     | -41    |
| 2005-2006          | Fenerbahçe         | SL                 | 17         | -16        | TK              | 2               | -3              | UCL                | 0                  | 0                  | -           | -           | -           | 19     | -19    |
| 2006-2007          | Fenerbahçe         | SL                 | 8          | -8         | TK              | 0               | 0               | UCL+CU             | 4+3                | -5 + -2            | -           | -           | -           | 15     | -15    |
| Totale Fenerbahçe  | Totale Fenerbahçe  | Totale Fenerbahçe  | 294        | -253       |                 | 21              | -27             |                    | 49                 | -68                |             | 1           | -3          | 365    | -351   |
| 2007-2008          | Beşiktaş           | SL                 | 22         | -22        | TK              | 2               | -3              | UCL                | 3                  | -3                 | ST          | 0           | 0           | 27     | -28    |
| 2008-2009          | Beşiktaş           | SL                 | 29         | -26        | TK              | 1               | 0               | CU                 | 3                  | -1                 | -           | -           | -           | 33     | -27    |
| 2009-2010          | Beşiktaş           | SL                 | 25         | -21        | TK              | 0               | 0               | UCL                | 4                  | -4                 | ST          | 1           | -2          | 30     | -27    |
| 2010-2011          | Beşiktaş           | SL                 | 11         | -13        | TK              | 4               | -4              | UEL                | 1                  | -4                 | -           | -           | -           | 16     | -21    |
| 2011-2012          | Beşiktaş           | SL                 | 9+3        | -7 + -5    | TK              | 1               | -1              | UEL                | 5                  | -6                 | -           | -           | -           | 18     | -19    |
| Totale Beşiktaş    | Totale Beşiktaş    | Totale Beşiktaş    | 96+3       | -89 + -5   |                 | 8               | -8              |                    | 16                 | -18                |             | 1           | -2          | 124    | -122   |
| Totale carriera    | Totale carriera    | Totale carriera    | 432        | -353       |                 | 29              | -35             |                    | 68                 | -86                |             | 2           | -5          | 531    | -479   |

### Cronologia presenze e reti in nazionale[32]
| Cronologia completa delle presenze e delle reti in nazionale ― Turchia | Cronologia completa delle presenze e delle reti in nazionale ― Turchia | Cronologia completa delle presenze e delle reti in nazionale ― Turchia | Cronologia completa delle presenze e delle reti in nazionale ― Turchia | Cronologia completa delle presenze e delle reti in nazionale ― Turchia | Cronologia completa delle presenze e delle reti in nazionale ― Turchia | Cronologia completa delle presenze e delle reti in nazionale ― Turchia | Cronologia completa delle presenze e delle reti in nazionale ― Turchia |
| Data                                                                   | Città                                                                  | In casa                                                                | Risultato                                                              | Ospiti                                                                 | Competizione                                                           | Reti                                                                   | Note                                                                   |
| ---------------------------------------------------------------------- | ---------------------------------------------------------------------- | ---------------------------------------------------------------------- | ---------------------------------------------------------------------- | ---------------------------------------------------------------------- | ---------------------------------------------------------------------- | ---------------------------------------------------------------------- | ---------------------------------------------------------------------- |
| 12-10-1994                                                             | Istanbul                                                               | Turchia                                                                | 5 – 0                                                                  | Islanda                                                                | Qual. Euro 1996                                                        | -                                                                      | 86’                                                                    |
| 14-12-1994                                                             | Istanbul                                                               | Turchia                                                                | 1 – 2                                                                  | Svizzera                                                               | Qual. Euro 1996                                                        | -2                                                                     | 71’                                                                    |
| 4-6-1995                                                               | Toronto                                                                | Canada                                                                 | 1 – 3                                                                  | Turchia                                                                | Amichevole                                                             | -1                                                                     |                                                                        |
| 7-6-1995                                                               | Montréal                                                               | Canada                                                                 | 0 – 3                                                                  | Turchia                                                                | Amichevole                                                             | -                                                                      |                                                                        |
| 11-6-1995                                                              | Toronto                                                                | Honduras                                                               | 0 – 1                                                                  | Turchia                                                                | Amichevole                                                             | -                                                                      |                                                                        |
| 17-6-1995                                                              | Iquique                                                                | Paraguay                                                               | 0 – 0                                                                  | Turchia                                                                | Copa Centenario                                                        | -                                                                      |                                                                        |
| 20-6-1995                                                              | Coquimbo                                                               | Nuova Zelanda                                                          | 1 – 2                                                                  | Turchia                                                                | Copa Centenario                                                        | -1                                                                     |                                                                        |
| 22-6-1995                                                              | Santiago del Cile                                                      | Cile                                                                   | 0 – 0                                                                  | Turchia                                                                | Copa Centenario                                                        | -                                                                      |                                                                        |
| 30-8-1995                                                              | Istanbul                                                               | Turchia                                                                | 2 – 1                                                                  | Macedonia                                                              | Amichevole                                                             | -1                                                                     |                                                                        |
| 6-9-1995                                                               | Istanbul                                                               | Turchia                                                                | 2 – 0                                                                  | Ungheria                                                               | Qual. Euro 1996                                                        | -                                                                      |                                                                        |
| 4-10-1995                                                              | Helsinki                                                               | Finlandia                                                              | 0 – 0                                                                  | Turchia                                                                | Amichevole                                                             | -                                                                      |                                                                        |
| 11-10-1995                                                             | Reykjavík                                                              | Islanda                                                                | 0 – 0                                                                  | Turchia                                                                | Amichevole                                                             | -                                                                      |                                                                        |
| 15-11-1995                                                             | Solna                                                                  | Svezia                                                                 | 2 – 2                                                                  | Turchia                                                                | Qual. Euro 1996                                                        | -2                                                                     |                                                                        |
| 14-2-1996                                                              | Smirne                                                                 | Turchia                                                                | 3 – 2                                                                  | Belgio                                                                 | Amichevole                                                             | -2                                                                     |                                                                        |
| 29-5-1996                                                              | Tallinn                                                                | Estonia                                                                | 0 – 0                                                                  | Turchia                                                                | Amichevole                                                             | -                                                                      |                                                                        |
| 2-6-1996                                                               | Helsinki                                                               | Finlandia                                                              | 1 – 2                                                                  | Turchia                                                                | Amichevole                                                             | -1                                                                     |                                                                        |
| 11-6-1996                                                              | Nottingham                                                             | Turchia                                                                | 0 – 1                                                                  | Croazia                                                                | Euro 1996 - 1º turno                                                   | -1                                                                     |                                                                        |
| 14-6-1996                                                              | Nottingham                                                             | Portogallo                                                             | 1 – 0                                                                  | Turchia                                                                | Euro 1996 - 1º turno                                                   | -1                                                                     |                                                                        |
| 19-6-1996                                                              | Sheffield                                                              | Turchia                                                                | 0 – 3                                                                  | Danimarca                                                              | Euro 1996 - 1º turno                                                   | -3                                                                     | 89’                                                                    |
| 14-8-1996                                                              | Istanbul                                                               | Turchia                                                                | 2 – 0                                                                  | Moldavia                                                               | Amichevole                                                             | -                                                                      |                                                                        |
| 31-8-1996                                                              | Bruxelles                                                              | Belgio                                                                 | 2 – 1                                                                  | Turchia                                                                | Qual. Mondiali 1998                                                    | -2                                                                     |                                                                        |
| 9-10-1996                                                              | Parigi                                                                 | Francia                                                                | 4 – 0                                                                  | Turchia                                                                | Amichevole                                                             | -4                                                                     |                                                                        |
| 10-11-1996                                                             | Istanbul                                                               | Turchia                                                                | 7 – 0                                                                  | San Marino                                                             | Qual. Mondiali 1998                                                    | -                                                                      |                                                                        |
| 12-2-1997                                                              | Denizli                                                                | Turchia                                                                | 1 – 1                                                                  | Finlandia                                                              | Amichevole                                                             | -                                                                      | 67’                                                                    |
| 2-4-1997                                                               | Bursa                                                                  | Turchia                                                                | 1 – 0                                                                  | Paesi Bassi                                                            | Qual. Mondiali 1998                                                    | -                                                                      |                                                                        |
| 30-4-1997                                                              | Istanbul                                                               | Turchia                                                                | 1 – 3                                                                  | Belgio                                                                 | Amichevole                                                             | -3                                                                     |                                                                        |
| 12-6-1997                                                              | Sendai                                                                 | Croazia                                                                | 1 – 1                                                                  | Turchia                                                                | Coppa Kirin                                                            | -1                                                                     |                                                                        |
| 20-8-1997                                                              | Istanbul                                                               | Turchia                                                                | 6 – 4                                                                  | Galles                                                                 | Qual. Mondiali 1998                                                    | -4                                                                     |                                                                        |
| 10-9-1997                                                              | Serravalle                                                             | San Marino                                                             | 0 – 5                                                                  | Turchia                                                                | Qual. Mondiali 1998                                                    | -                                                                      |                                                                        |
| 11-10-1997                                                             | Amsterdam                                                              | Paesi Bassi                                                            | 0 – 0                                                                  | Turchia                                                                | Qual. Mondiali 1998                                                    | -                                                                      |                                                                        |
| 21-1-1998                                                              | Antalya                                                                | Turchia                                                                | 1 – 4                                                                  | Albania                                                                | Amichevole                                                             | -3                                                                     | 77’                                                                    |
| 18-2-1998                                                              | Tel Aviv                                                               | Israele                                                                | 4 – 0                                                                  | Turchia                                                                | Amichevole                                                             | -4                                                                     | 84’                                                                    |
| 5-9-1998                                                               | Istanbul                                                               | Turchia                                                                | 3 – 0                                                                  | Irlanda del Nord                                                       | Qual. Euro 2000                                                        | -                                                                      |                                                                        |
| 10-10-1998                                                             | Bursa                                                                  | Turchia                                                                | 1 – 0                                                                  | Germania                                                               | Qual. Euro 2000                                                        | -                                                                      |                                                                        |
| 14-10-1998                                                             | Istanbul                                                               | Turchia                                                                | 1 – 3                                                                  | Finlandia                                                              | Qual. Euro 2000                                                        | -3                                                                     |                                                                        |
| 27-3-1999                                                              | Istanbul                                                               | Turchia                                                                | 2 – 0                                                                  | Moldavia                                                               | Qual. Euro 2000                                                        | -                                                                      |                                                                        |
| 5-6-1999                                                               | Helsinki                                                               | Finlandia                                                              | 2 – 4                                                                  | Turchia                                                                | Qual. Euro 2000                                                        | -2                                                                     |                                                                        |
| 4-9-1999                                                               | Belfast                                                                | Irlanda del Nord                                                       | 0 – 3                                                                  | Turchia                                                                | Qual. Euro 2000                                                        | -                                                                      |                                                                        |
| 8-9-1999                                                               | Chișinău                                                               | Moldavia                                                               | 1 – 1                                                                  | Turchia                                                                | Qual. Euro 2000                                                        | -1                                                                     |                                                                        |
| 9-10-1999                                                              | Monaco di Baviera                                                      | Germania                                                               | 0 – 0                                                                  | Turchia                                                                | Qual. Euro 2000                                                        | -                                                                      |                                                                        |
| 13-11-1999                                                             | Dublino                                                                | Irlanda                                                                | 1 – 1                                                                  | Turchia                                                                | Qual. Euro 2000                                                        | -1                                                                     |                                                                        |
| 17-11-1999                                                             | Bursa                                                                  | Turchia                                                                | 0 – 0                                                                  | Irlanda                                                                | Qual. Euro 2000                                                        | -                                                                      | 38’                                                                    |
| 11-6-2000                                                              | Arnhem                                                                 | Turchia                                                                | 1 – 2                                                                  | Italia                                                                 | Euro 2000 - 1º turno                                                   | -2                                                                     |                                                                        |
| 15-6-2000                                                              | Eindhoven                                                              | Svezia                                                                 | 0 – 0                                                                  | Turchia                                                                | Euro 2000 - 1º turno                                                   | -                                                                      |                                                                        |
| 19-6-2000                                                              | Bruxelles                                                              | Turchia                                                                | 2 – 0                                                                  | Belgio                                                                 | Euro 2000 - 1º turno                                                   | -                                                                      | cap.                                                                   |
| 24-6-2000                                                              | Amsterdam                                                              | Turchia                                                                | 0 – 2                                                                  | Portogallo                                                             | Euro 2000 - Quarti di finale                                           | -2                                                                     |                                                                        |
| 16-8-2000                                                              | Sarajevo                                                               | Bosnia ed Erzegovina                                                   | 2 – 0                                                                  | Turchia                                                                | Amichevole                                                             | -2                                                                     |                                                                        |
| 2-9-2000                                                               | Istanbul                                                               | Turchia                                                                | 2 – 0                                                                  | Moldavia                                                               | Qual. Mondiali 2002                                                    | -                                                                      |                                                                        |
| 7-10-2000                                                              | Göteborg                                                               | Svezia                                                                 | 1 – 1                                                                  | Turchia                                                                | Qual. Mondiali 2002                                                    | -1                                                                     |                                                                        |
| 11-10-2000                                                             | Baku                                                                   | Azerbaigian                                                            | 0 – 1                                                                  | Turchia                                                                | Qual. Mondiali 2002                                                    | -                                                                      |                                                                        |
| 15-11-2000                                                             | Istanbul                                                               | Turchia                                                                | 0 – 4                                                                  | Francia                                                                | Amichevole                                                             | -3                                                                     | 46’                                                                    |
| 24-3-2001                                                              | Istanbul                                                               | Turchia                                                                | 1 – 1                                                                  | Slovacchia                                                             | Qual. Mondiali 2002                                                    | -1                                                                     |                                                                        |
| 28-3-2001                                                              | Skopje                                                                 | Macedonia                                                              | 1 – 2                                                                  | Turchia                                                                | Qual. Mondiali 2002                                                    | -1                                                                     |                                                                        |
| 2-6-2001                                                               | Istanbul                                                               | Turchia                                                                | 3 – 0                                                                  | Azerbaigian                                                            | Qual. Mondiali 2002                                                    | -                                                                      |                                                                        |
| 6-6-2001                                                               | Bursa                                                                  | Turchia                                                                | 3 – 3                                                                  | Macedonia                                                              | Qual. Mondiali 2002                                                    | -3                                                                     |                                                                        |
| 15-8-2001                                                              | Oslo                                                                   | Norvegia                                                               | 1 – 1                                                                  | Turchia                                                                | Amichevole                                                             | -                                                                      | 66’                                                                    |
| 1-9-2001                                                               | Bratislava                                                             | Slovacchia                                                             | 0 – 1                                                                  | Turchia                                                                | Qual. Mondiali 2002                                                    | -                                                                      |                                                                        |
| 5-9-2001                                                               | Istanbul                                                               | Turchia                                                                | 1 – 2                                                                  | Svezia                                                                 | Qual. Mondiali 2002                                                    | -2                                                                     |                                                                        |
| 6-10-2001                                                              | Chișinău                                                               | Moldavia                                                               | 0 – 3                                                                  | Turchia                                                                | Qual. Mondiali 2002                                                    | -                                                                      |                                                                        |
| 10-11-2001                                                             | Vienna                                                                 | Austria                                                                | 0 – 1                                                                  | Turchia                                                                | Qual. Mondiali 2002                                                    | -                                                                      |                                                                        |
| 14-11-2001                                                             | Istanbul                                                               | Turchia                                                                | 5 – 0                                                                  | Austria                                                                | Qual. Mondiali 2002                                                    | -                                                                      |                                                                        |
| 12-2-2002                                                              | Breda                                                                  | Turchia                                                                | 0 – 1                                                                  | Ecuador                                                                | Amichevole                                                             | -1                                                                     |                                                                        |
| 26-3-2002                                                              | Bochum                                                                 | Turchia                                                                | 0 – 0                                                                  | Corea del Sud                                                          | Amichevole                                                             | -                                                                      | 56’                                                                    |
| 23-5-2002                                                              | Hong Kong                                                              | Turchia                                                                | 0 – 2                                                                  | Sudafrica                                                              | Amichevole                                                             | -1                                                                     | 81’                                                                    |
| 3-6-2002                                                               | Ulsan                                                                  | Brasile                                                                | 2 – 1                                                                  | Turchia                                                                | Mondiali 2002 - 1º turno                                               | -2                                                                     |                                                                        |
| 9-6-2002                                                               | Incheon                                                                | Costa Rica                                                             | 1 – 1                                                                  | Turchia                                                                | Mondiali 2002 - 1º turno                                               | -1                                                                     |                                                                        |
| 13-6-2002                                                              | Seul                                                                   | Turchia                                                                | 3 – 0                                                                  | Cina                                                                   | Mondiali 2002 - 1º turno                                               | -                                                                      | 35’                                                                    |
| 18-6-2002                                                              | Rifu                                                                   | Giappone                                                               | 0 – 1                                                                  | Turchia                                                                | Mondiali 2002 - Ottavi di finale                                       | -                                                                      |                                                                        |
| 22-6-2002                                                              | Osaka                                                                  | Senegal                                                                | 0 – 1 gg                                                               | Turchia                                                                | Mondiali 2002 - Quarti di finale                                       | -                                                                      |                                                                        |
| 26-6-2002                                                              | Saitama                                                                | Brasile                                                                | 1 – 0                                                                  | Turchia                                                                | Mondiali 2002 - Semifinale                                             | -1                                                                     |                                                                        |
| 29-6-2002                                                              | Taegu                                                                  | Corea del Sud                                                          | 2 – 3                                                                  | Turchia                                                                | Mondiali 2002 - Finale 3º posto                                        | -2                                                                     | 83’                                                                    |
| 7-9-2002                                                               | Istanbul                                                               | Turchia                                                                | 3 – 0                                                                  | Slovacchia                                                             | Qual. Euro 2004                                                        | -                                                                      |                                                                        |
| 12-10-2002                                                             | Skopje                                                                 | Macedonia                                                              | 1 – 2                                                                  | Turchia                                                                | Qual. Euro 2004                                                        | -1                                                                     |                                                                        |
| 16-10-2002                                                             | Istanbul                                                               | Turchia                                                                | 5 – 0                                                                  | Liechtenstein                                                          | Qual. Euro 2004                                                        | -                                                                      |                                                                        |
| 12-2-2003                                                              | Smirne                                                                 | Turchia                                                                | 0 – 0                                                                  | Ucraina                                                                | Amichevole                                                             | -                                                                      |                                                                        |
| 2-4-2003                                                               | Sunderland                                                             | Inghilterra                                                            | 2 – 0                                                                  | Turchia                                                                | Qual. Euro 2004                                                        | -2                                                                     |                                                                        |
| 30-4-2003                                                              | Teplice                                                                | Rep. Ceca                                                              | 4 – 0                                                                  | Turchia                                                                | Amichevole                                                             | -4                                                                     | 46’                                                                    |
| 7-6-2003                                                               | Bratislava                                                             | Slovacchia                                                             | 0 – 1                                                                  | Turchia                                                                | Qual. Euro 2004                                                        | -                                                                      |                                                                        |
| 11-6-2003                                                              | Istanbul                                                               | Turchia                                                                | 3 – 2                                                                  | Macedonia                                                              | Qual. Euro 2004                                                        | -2                                                                     |                                                                        |
| 21-6-2003                                                              | Saint-Denis                                                            | Camerun                                                                | 1 – 0                                                                  | Turchia                                                                | Conf. Cup 2003 - 1º turno                                              | -1                                                                     | cap.                                                                   |
| 23-6-2003                                                              | Saint-Étienne                                                          | Brasile                                                                | 2 – 2                                                                  | Turchia                                                                | Conf. Cup 2003 - 1º turno                                              | -2                                                                     | 90+1’                                                                  |
| 26-6-2003                                                              | Saint-Denis                                                            | Francia                                                                | 3 – 2                                                                  | Turchia                                                                | Conf. Cup 2003 - Semifinale                                            | -2                                                                     | 36’                                                                    |
| 20-8-2003                                                              | Ankara                                                                 | Turchia                                                                | 2 – 0                                                                  | Moldavia                                                               | Amichevole                                                             | -                                                                      | 46’                                                                    |
| 6-9-2003                                                               | Vaduz                                                                  | Liechtenstein                                                          | 0 – 3                                                                  | Turchia                                                                | Qual. Euro 2004                                                        | -                                                                      |                                                                        |
| 9-9-2003                                                               | Dublino                                                                | Irlanda                                                                | 2 – 2                                                                  | Turchia                                                                | Amichevole                                                             | -1                                                                     | 61’                                                                    |
| 11-10-2003                                                             | Istanbul                                                               | Turchia                                                                | 0 – 0                                                                  | Inghilterra                                                            | Qual. Euro 2004                                                        | -                                                                      | 80’                                                                    |
| 15-11-2003                                                             | Riga                                                                   | Lettonia                                                               | 1 – 0                                                                  | Turchia                                                                | Qual. Euro 2004                                                        | -1                                                                     | 59’                                                                    |
| 18-2-2004                                                              | Adana                                                                  | Turchia                                                                | 0 – 1                                                                  | Danimarca                                                              | Amichevole                                                             | -1                                                                     | cap.                                                                   |
| 31-3-2004                                                              | Zagabria                                                               | Croazia                                                                | 2 – 2                                                                  | Turchia                                                                | Amichevole                                                             | -2                                                                     |                                                                        |
| 28-4-2004                                                              | Bruxelles                                                              | Belgio                                                                 | 2 – 3                                                                  | Turchia                                                                | Amichevole                                                             | -1                                                                     | 46’                                                                    |
| 21-5-2004                                                              | Sydney                                                                 | Australia                                                              | 1 – 3                                                                  | Turchia                                                                | Amichevole                                                             | -1                                                                     | 25’                                                                    |
| 24-5-2004                                                              | Melbourne                                                              | Australia                                                              | 0 – 1                                                                  | Turchia                                                                | Amichevole                                                             | -                                                                      | 46’                                                                    |
| 2-6-2004                                                               | Seul                                                                   | Corea del Sud                                                          | 0 – 1                                                                  | Turchia                                                                | Amichevole                                                             | -                                                                      | 46’                                                                    |
| 18-8-2004                                                              | Istanbul                                                               | Turchia                                                                | 1 – 2                                                                  | Bielorussia                                                            | Amichevole                                                             | -2                                                                     |                                                                        |
| 4-9-2004                                                               | Trebisonda                                                             | Turchia                                                                | 1 – 1                                                                  | Georgia                                                                | Qual. Mondiali 2006                                                    | -1                                                                     |                                                                        |
| 8-9-2004                                                               | Pireo                                                                  | Grecia                                                                 | 0 – 0                                                                  | Turchia                                                                | Qual. Mondiali 2006                                                    | -                                                                      | cap.                                                                   |
| 9-10-2004                                                              | Istanbul                                                               | Turchia                                                                | 4 – 0                                                                  | Kazakistan                                                             | Qual. Mondiali 2006                                                    | -                                                                      | cap.                                                                   |
| 13-10-2004                                                             | Copenaghen                                                             | Danimarca                                                              | 1 – 1                                                                  | Turchia                                                                | Qual. Mondiali 2006                                                    | -1                                                                     | cap.                                                                   |
| 17-11-2004                                                             | Istanbul                                                               | Turchia                                                                | 0 – 3                                                                  | Ucraina                                                                | Qual. Mondiali 2006                                                    | -3                                                                     | cap.                                                                   |
| 26-3-2005                                                              | Istanbul                                                               | Turchia                                                                | 2 – 0                                                                  | Albania                                                                | Qual. Mondiali 2006                                                    | -                                                                      | cap.                                                                   |
| 30-3-2005                                                              | Tbilisi                                                                | Georgia                                                                | 2 – 5                                                                  | Turchia                                                                | Qual. Mondiali 2006                                                    | -2                                                                     | cap. 40’                                                               |
| 4-6-2005                                                               | Istanbul                                                               | Turchia                                                                | 0 – 0                                                                  | Grecia                                                                 | Qual. Mondiali 2006                                                    | -                                                                      | cap.                                                                   |
| 17-8-2005                                                              | Sofia                                                                  | Bulgaria                                                               | 3 – 1                                                                  | Turchia                                                                | Amichevole                                                             | -3                                                                     |                                                                        |
| 1-3-2006                                                               | Istanbul                                                               | Turchia                                                                | 2 – 2                                                                  | Rep. Ceca                                                              | Amichevole                                                             | -2                                                                     | cap.                                                                   |
| 24-5-2006                                                              | Genk                                                                   | Belgio                                                                 | 3 – 3                                                                  | Turchia                                                                | Amichevole                                                             | -3                                                                     | cap.                                                                   |
| 28-5-2006                                                              | Amburgo                                                                | Turchia                                                                | 1 – 1                                                                  | Estonia                                                                | Amichevole                                                             | -1                                                                     | cap.                                                                   |
| 2-6-2006                                                               | Sittard                                                                | Turchia                                                                | 3 – 2                                                                  | Angola                                                                 | Amichevole                                                             | -2                                                                     | cap.                                                                   |
| 4-6-2006                                                               | Krefeld                                                                | Turchia                                                                | 0 – 1                                                                  | Macedonia                                                              | Amichevole                                                             | -                                                                      | cap. 46’                                                               |
| 16-8-2006                                                              | Lussemburgo                                                            | Lussemburgo                                                            | 0 – 1                                                                  | Turchia                                                                | Amichevole                                                             | -                                                                      | cap.                                                                   |
| 6-9-2006                                                               | Francoforte                                                            | Turchia                                                                | 2 – 0                                                                  | Malta                                                                  | Qual. Euro 2008                                                        | -                                                                      |                                                                        |
| 7-10-2006                                                              | Budapest                                                               | Ungheria                                                               | 0 – 1                                                                  | Turchia                                                                | Qual. Euro 2008                                                        | -                                                                      |                                                                        |
| 11-10-2006                                                             | Francoforte                                                            | Turchia                                                                | 5 – 0                                                                  | Moldavia                                                               | Qual. Euro 2008                                                        | -                                                                      |                                                                        |
| 15-11-2006                                                             | Bergamo                                                                | Italia                                                                 | 1 – 1                                                                  | Turchia                                                                | Amichevole                                                             | -                                                                      | 9’                                                                     |
| 2-6-2007                                                               | Sarajevo                                                               | Bosnia ed Erzegovina                                                   | 3 – 2                                                                  | Turchia                                                                | Qual. Euro 2008                                                        | -3                                                                     |                                                                        |
| 21-11-2007                                                             | Istanbul                                                               | Turchia                                                                | 1 – 0                                                                  | Bosnia ed Erzegovina                                                   | Qual. Euro 2008                                                        | -                                                                      | cap.                                                                   |
| 20-5-2008                                                              | Bielefeld                                                              | Turchia                                                                | 1 – 0                                                                  | Slovacchia                                                             | Amichevole                                                             | -                                                                      | cap.                                                                   |
| 20-6-2008                                                              | Vienna                                                                 | Croazia                                                                | 1 – 1 dts (1 – 3 dtr)                                                  | Turchia                                                                | Euro 2008 - Quarti di finale                                           | -1                                                                     |                                                                        |
| 25-6-2008                                                              | Basilea                                                                | Germania                                                               | 3 – 2                                                                  | Turchia                                                                | Euro 2008 - Semifinale                                                 | -3                                                                     | cap.                                                                   |
| 14-10-2009                                                             | Bursa                                                                  | Turchia                                                                | 2 – 0                                                                  | Armenia                                                                | Qual. Mondiali 2010                                                    | -                                                                      | 90’                                                                    |
| 26-5-2012                                                              | Helsinki                                                               | Finlandia                                                              | 3 – 2                                                                  | Turchia                                                                | Amichevole                                                             | -1                                                                     | cap. 42’                                                               |
| Totale                                                                 |                                                                        | Presenze (1º posto)                                                    | 120                                                                    |                                                                        | Reti                                                                   | -117                                                                   |                                                                        |

## Palmarès

### Club

#### Competizioni nazionali
- Campionato turco: 5

Fenerbahçe: 1995-1996, 2000-2001, 2004-2005, 2006-2007
Beşiktaş: 2008-2009
- Coppa di Turchia: 2

Beşiktaş: 2008-2009, 2010-2011
- Coppa Atatürk: 1

Fenerbahçe: 1998

### Individuale
- All-Star Team dei Mondiali: 1

2002
- Squadra dell'anno UEFA: 1

2002
- Inserito nella FIFA 100

2004